# Atlas Deutscher Brutvogelarten
Der Atlas Deutscher Brutvogelarten (ADEBAR) ist der erste bundesweit auf einheitlichen Erfassungsmethoden basierende Atlas zur Verbreitung, Häufigkeit und Bestandsentwicklung aller in Deutschland brütenden Vogelarten. ADEBAR wurde 2014 gemeinsam von der Stiftung Vogelmonitoring Deutschland und dem Dachverband Deutscher Avifaunisten (DDA) e.V. herausgegeben.

## Vorgeschichte
In der BRD und der DDR gab es Atlanten der Brutvögel, die aber auf Daten der 1970er und 1980er Jahre beruhten. Nach der Wiedervereinigung erarbeitete Götz Rheinwald 1993 einen halbquantitativen Atlas auf 25 × 25 km²-Gitterfeldern anhand verschiedener regionaler Kartierungen aus der Mitte der 1980er Jahre mit stark voneinander abweichenden Erfassungsmethoden. 1998 beschlossen der Dachverband Deutscher Avifaunisten, der Deutsche Rat für Vogelschutz und die staatlichen Vogelschutzwarten einen gesamtdeutschen Brutvogelatlas nach einheitlichen quantitativen Kartiermethoden zu erstellen.
Im August 2003 wurde in Chemnitz die Stiftung Vogelmonitoring Deutschland (2015 umbenannt in Stiftung Vogelwelt Deutschland, SVD) errichtet. Sie übernahm in enger Abstimmung mit dem DDA die Federführung bei der Umsetzung des ADEBAR-Projektes. Im Oktober 2003 beauftragte das Bundesamt für Naturschutz (BfN) den DDA mit der Durchführung des Forschungs- und Entwicklungsvorhabens „Monitoring von Vogelarten in Deutschland“. Die im Rahmen des Vorhabens entwickelten Methoden und Verfahren ließen sich auch für ADEBAR nutzen. Im September 2004 trafen sich in Dessau zahlreiche Vertreter von ornithologischen Landesverbänden und Naturschutzfachbehörden aus fast allen Bundesländern zur ersten ADEBAR-Fachtagung und gaben den gemeinsamen Startschuss für das Projekt.

## Ergebnisse
Im Zeitraum 2005–2009 brüteten 280 Vogelarten in Deutschland, davon regelmäßig 248 einheimische Arten. Der Rest verteilt sich auf unregelmäßig brütende oder gebietsfremde Vogelarten. Insgesamt brüten hierzulande rund 80 Millionen Vogelpaare. Damit entfällt auf jeden Einwohner Deutschlands ein Vogelpaar. Die mit Abstand häufigsten Arten sind Buchfink und Amsel mit jeweils über acht Millionen Paaren, gefolgt von der Kohlmeise mit mehr als fünf Millionen Paaren. Zusammen mit 19 weiteren Arten, deren Bestände über eine Million Paare erreichen, machen sie 80 Prozent aller in Deutschland brütenden Vögel aus. Diese Arten sind nicht nur sehr häufig, sondern auch weit verbreitet. Etwa ein Fünftel aller einheimischen Brutvogelarten besiedelt mehr als 90 Prozent der Landfläche Deutschlands. Auf der anderen Seite stehen mit knapp 100 Arten etwa doppelt so viele, die auf weniger als zehn Prozent der Landesfläche brüten. Davon sind viele Arten stark gefährdet, wie der Seggenrohrsänger, dessen Bestände sehr stark abgenommen haben und nur mithilfe sehr großer Schutzanstrengungen vor dem Erlöschen bewahrt werden können.
Offenkundig ist, dass viele einst häufige Arten der Agrarlandschaft weite Bereiche des noch in den 1980er-Jahren besiedelten Brutareals geräumt haben. Die Art mit der größten Bestandsabnahme seit Mitte der 1980er-Jahre ist das Rebhuhn, die Art mit den größten Arealverlusten die Haubenlerche, dicht gefolgt vom Vogel des Jahres 2013, der Bekassine. Es gibt aber auch positive Entwicklungen: Das Schwarzkehlchen hat sich zum Beispiel stark ausgebreitet. Auch die Bestände einiger seltener Arten wie Seeadler oder Kranich entwickeln sich positiv. Insgesamt überwiegt der Anteil an Arten, deren Brutareal schwindet.

## ADEBAR 2
Seit den Ergebnissen des ersten „Atlas Deutscher Brutvogelarten“ haben sich die Bestände und die Lebensräume der Vögel durch Klima- und Landnutzungswandel teilweise stark verändert. Daher ist seit 2025 das Nachfolge-Projekt ADEBAR 2 mit dem Ziel einer aktuellen Erfassung aller deutscher Brutvogelarten gestartet. Die Bundeskoordination des Projekts liegt beim Dachverband Deutscher Avifaunisten unter Mitarbeit der Fachverbände und -behörden der Bundesländer.
Die bundesweiten Brutvogelkartierungen für ADEBAR 2 haben im März 2025 begonnen. Nach Abschluss der Feldarbeiten im Jahr 2029 werden die Ergebnisse ausgewertet und als Buchausgabe publiziert.